# Mount Narryer
Mount Narryer är ett berg i Australien. Det ligger i regionen Murchison och delstaten Western Australia, omkring 610 kilometer norr om delstatshuvudstaden Perth. Toppen på Mount Narryer är 485 meter över havet.
Mount Narryer är den högsta punkten i trakten. Trakten runt Mount Narryer är nära nog obefolkad, med mindre än två invånare per kvadratkilometer.. Det finns inga samhällen i närheten.
Omgivningarna runt Mount Narryer är i huvudsak ett öppet busklandskap. Genomsnittlig årsnederbörd är 258 millimeter. Den regnigaste månaden är juni, med i genomsnitt 53 mm nederbörd, och den torraste är oktober, med 2 mm nederbörd.